# Línea Sigfrido

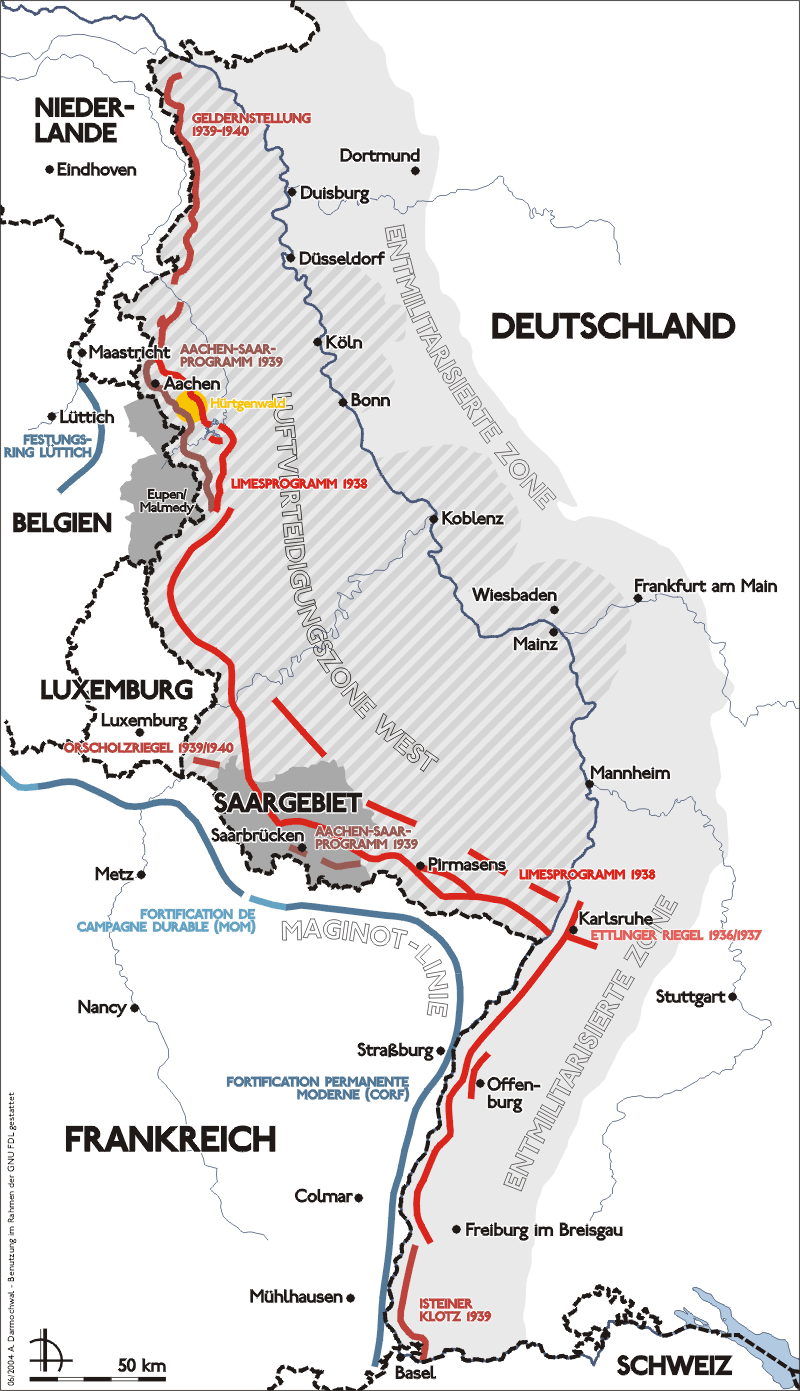
Ubicación de la línea Sigfrido a lo largo de la frontera alemana con Francia, Bélgica, Luxemburgo y los Países Bajos.

La Línea Sigfrido (en alemán Siegfried-Linie o Westwall, Muro del Oeste) fue el nombre que dieron los aliados a una línea defensiva alemana contrapuesta a la línea Maginot francesa durante la Segunda Guerra Mundial. El nombre que los alemanes dieron a la línea fue «Muro del Oeste», siendo la original línea Sigfrido una sección de la línea Hindenburg que se había construido durante la Primera Guerra Mundial.
La línea Sigfrido fue un sistema de defensa a lo largo de 630 km, que consistía en más de 18 000 búnkeres, túneles y trampas para tanques. Empezaba a la altura de la ciudad de Cléveris, en la frontera sur con los Países Bajos, y terminaba a la altura de Weil am Rhein en la frontera con Suiza. A diferencia de la línea Maginot, fue pensada con propósitos propagandísticos y construida entre 1938 y 1940.

## Construcción

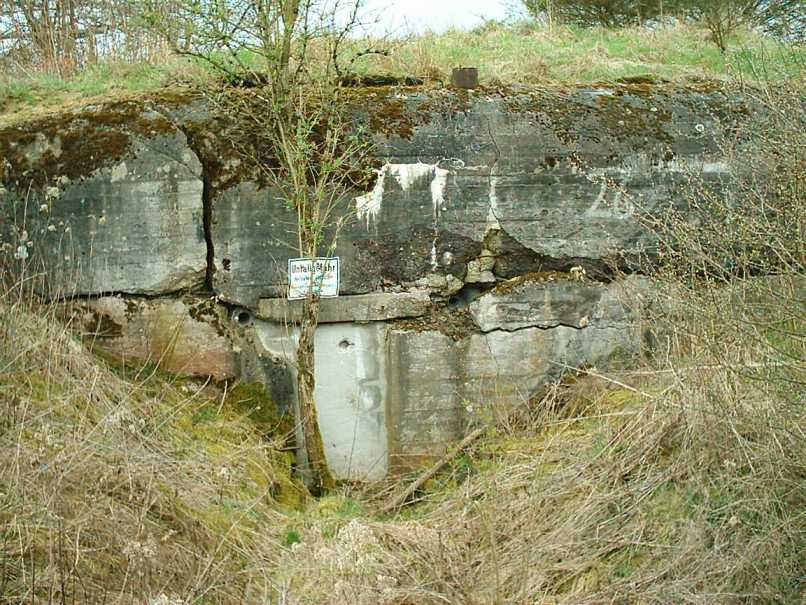
Búnker de la Línea Sigfrido.

La construcción del Muro del Oeste, como bautizaron los alemanes a la Línea Sigfrido, fue llevada a cabo inicialmente por empresas privadas, pero cuando estas no pudieron suministrar la cantidad de hombres requeridos se recurrió a la Organización Todt, que logró poner a trabajar a casi medio millón de personas al mismo tiempo. En aquella época este grupo de construcción no utilizaba todavía mano de obra esclava. 
La construcción de la Línea Sigfrido se dividió en cinco fases bien diferenciadas:

### Programa de vigilancia fronteriza

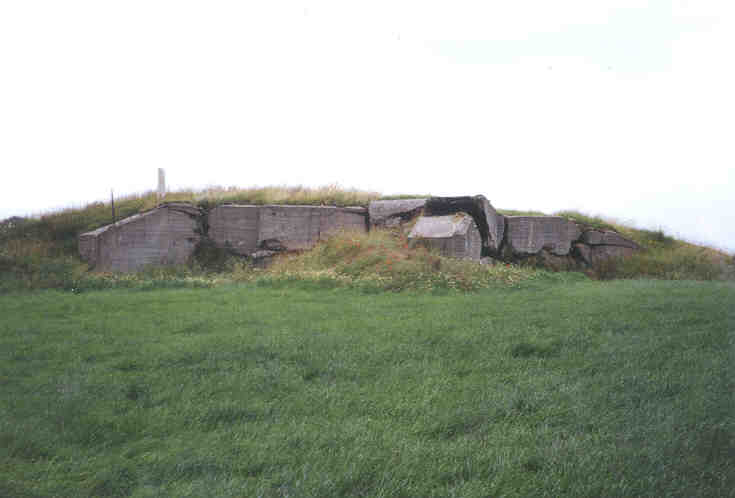
Ruinas de un búnker cerca de Aquisgrán.

Fue llevado a cabo por un pequeño grupo militar llamado Grenzwacht, que durante un corto periodo de tiempo tomó el control de la zona de Renania después de su militarización. El programa consistió en la construcción de una serie de pequeños búnkeres con tres aberturas para disparar en el frente del edificio. Los búnkeres tenían paredes de 50 cm de espesor y no eran anti-gases. Fueron diseñados para proteger a los soldados de la metralla y para la época en que fueron construidos, ya eran considerados obsoletos. Fueron construidos cerca de la frontera y no tenían camas para los soldados, por lo que estos tenían que dormir en hamacas.

### Programa de limes

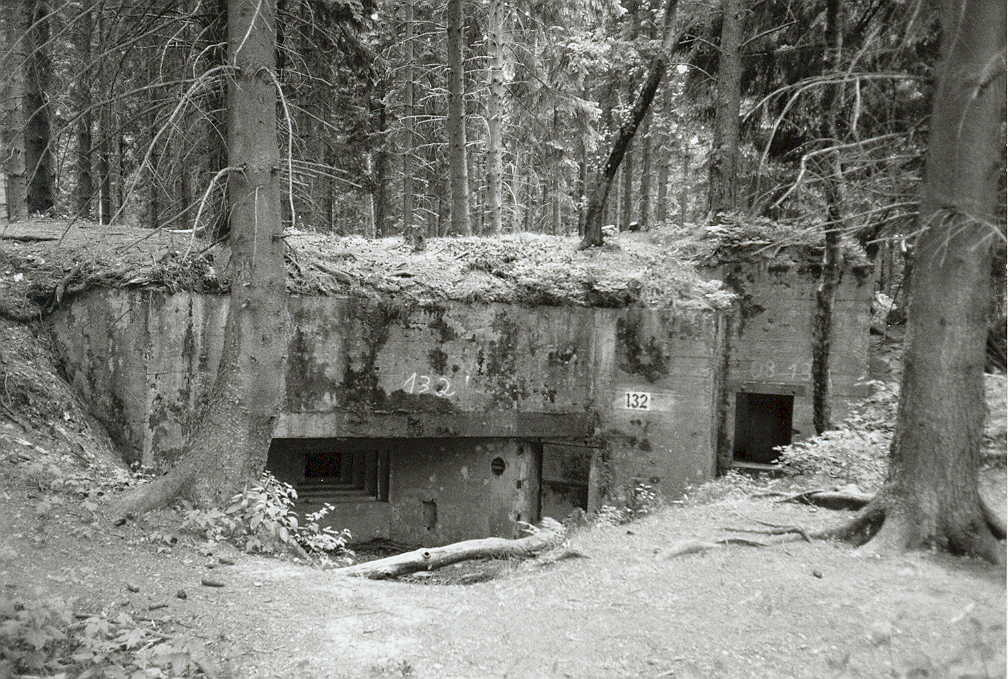
Vista trasera de un búnker tipo 10 del Programa de limes.

Para disimular la construcción de los búnkeres de esta etapa, se dijo a la población que se estaban realizando excavaciones de los limes romanos en el área del Rin.
Los búnkeres tipo 10 de este programa estaban mucho mejor construidos. Los muros y el techo tenían metro y medio de espesor. Sin embargo, se demostró durante la construcción que esto era insuficiente contra las armas modernas. Los búnkeres tenían un cuarto central que podía servir de refugio para 10 hombres, así como un cuarto de combate medio metro más elevado que el resto del búnker. Dicho cuarto tenía aberturas para ametralladoras en el frente y a los costados, así como una entrada independiente. Toda la estructura estaba protegida contra los gases venenosos y poseía calefacción. Había literas para todos los soldados y el oficial a cargo poseía también una silla. El espacio era limitado, de aproximadamente 1 m² por hombre.

### Programa de Aquisgrán-Sarre

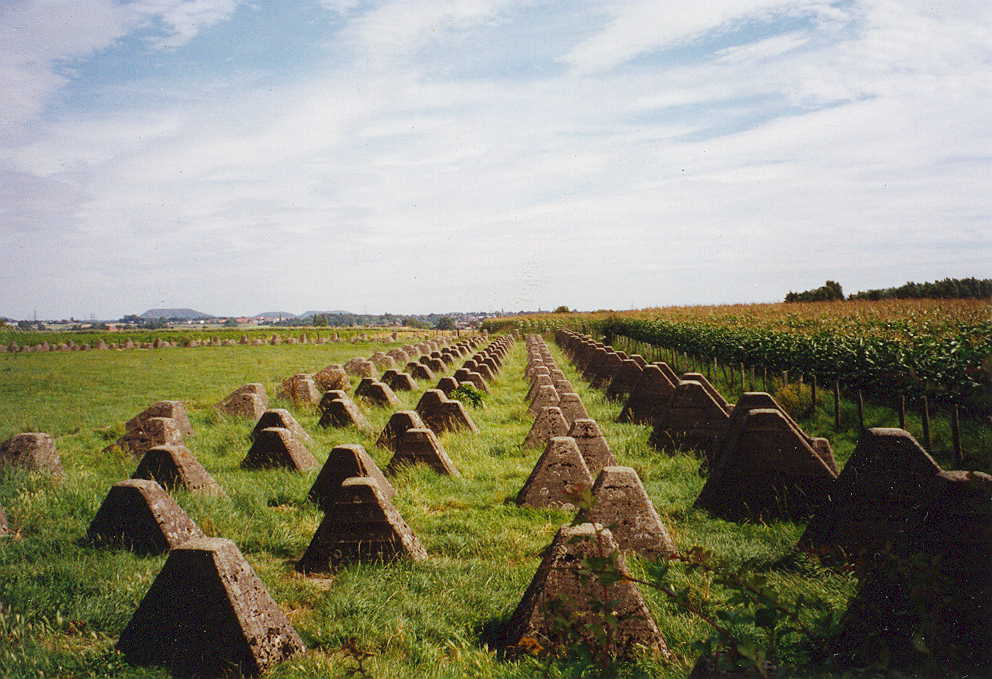
Búnker tipo 39 del Programa de Aquisgrán-Sarre con una barrera antitanque de cinco dientes.

Los búnkeres tipo 107 construidos en esta etapa eran similares a los de la anterior, aunque los muros de cemento eran de 3,5 m de espesor. Otra diferencia consistía en que las aberturas en el frente se habían eliminado; cuando se colocaban estaban protegidas por fuertes puertas de metal. El programa incluyó a las ciudades de Aquisgrán y Saarbrücken, que originalmente se encontraban al oeste de la línea defensiva anterior.

### Zona de defensa aérea del Oeste
La Luftverteidigungszone West iba paralela al este a las dos líneas de los programas anteriores. Consistía principalmente en torres antiaéreas de cemento, cuyo objetivo era obligar a los aviones enemigos a volar a mayor altura, comprometiendo la eficiencia de sus ataques. Estas torres estaban protegidas por una gran cantidad de búnkeres de los Programas de limes y Aquisgrán-Sarre.

### Emplazamiento de Geldern

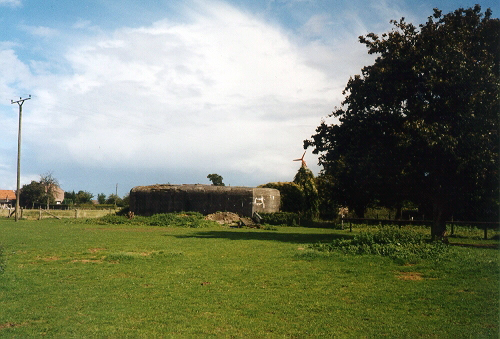
Búnker cerca de Cléveris.

La Línea Sigfrido fue extendida al norte desde el distrito de Viersen hasta Cléveris en el Rin. La construcción de los búnkeres se realizó al comenzar la Segunda Guerra Mundial. Eran de hormigón y estaban localizados cerca de granjas para camuflaje.

## Inicios de la Guerra
A pesar de que Francia declaró la guerra a Alemania en 1939, no se produjo ningún combate en la Línea Sigfrido y la Línea Maginot. Por el contrario, ambos bandos permanecieron atrincherados durante la llamada Guerra de broma. Al empezar la Batalla de Francia, los defensores franceses de la Línea Maginot esperaron en vano un ataque desde la Línea Sigfrido. Si bien se llevaron a cabo unos ataques, estos fueron más bien de distracción. Tras la derrota de Francia, los alemanes retiraron todas las armas transportables de la Línea Sigfrido y las llevaron a otros teatros de operaciones más activos. Los edificios fueron abandonados y utilizados por los campesinos como depósitos de utensilios de granja.

## Reactivación de la Línea Sigfrido

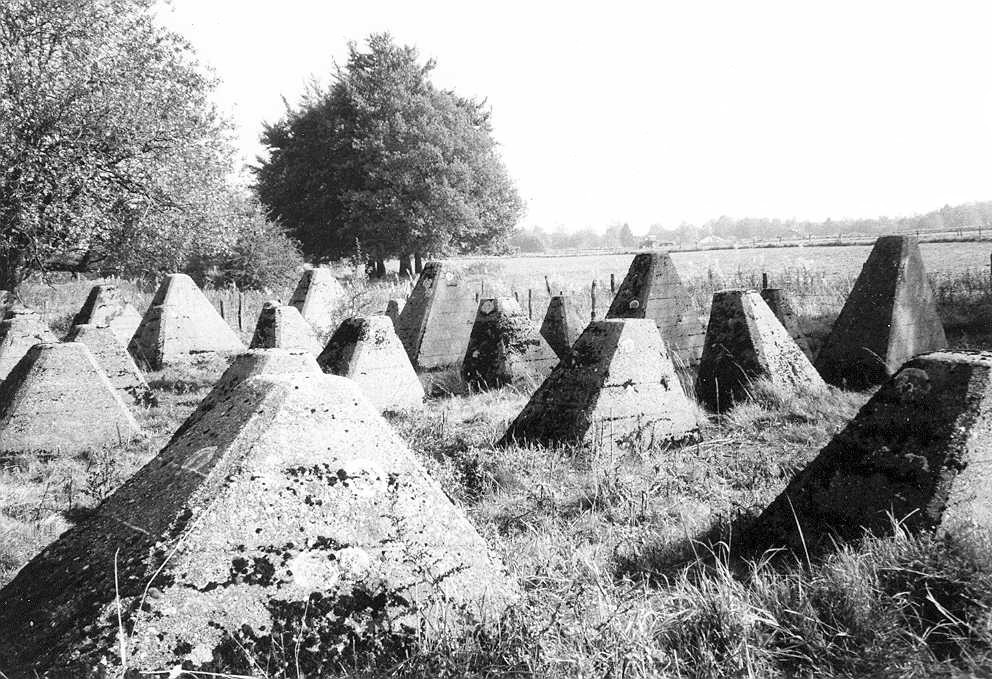
Dientes de dragón (trampas antitanque) en Eifel.

Cuando los Aliados desembarcaron en Normandía, Hitler ordenó el 24 de agosto de 1944 que se renovara la construcción del Muro del Oeste. Veinte mil trabajadores forzados y miembros del Reichsarbeitsdienst fueron llevados a fortificar la línea; la mayor parte de ellos no superaba los 16 años de edad. Trabajadores locales también fueron reclutados para trabajar en las nuevas construcciones, la mayoría de los cuales eran zanjas antitanques. 
Para aquel entonces ya se había demostrado que los búnkeres no tenían la importancia pasada debido al desarrollo de nuevas armas de asalto, por lo que la mayoría de los nuevos edificios construidos consistían en pequeños refugios para un soldado. Ninguno de estos trabajos cambió significativamente el curso de la guerra a causa de la superioridad aérea aliada.

## La lucha en la Línea Sigfrido

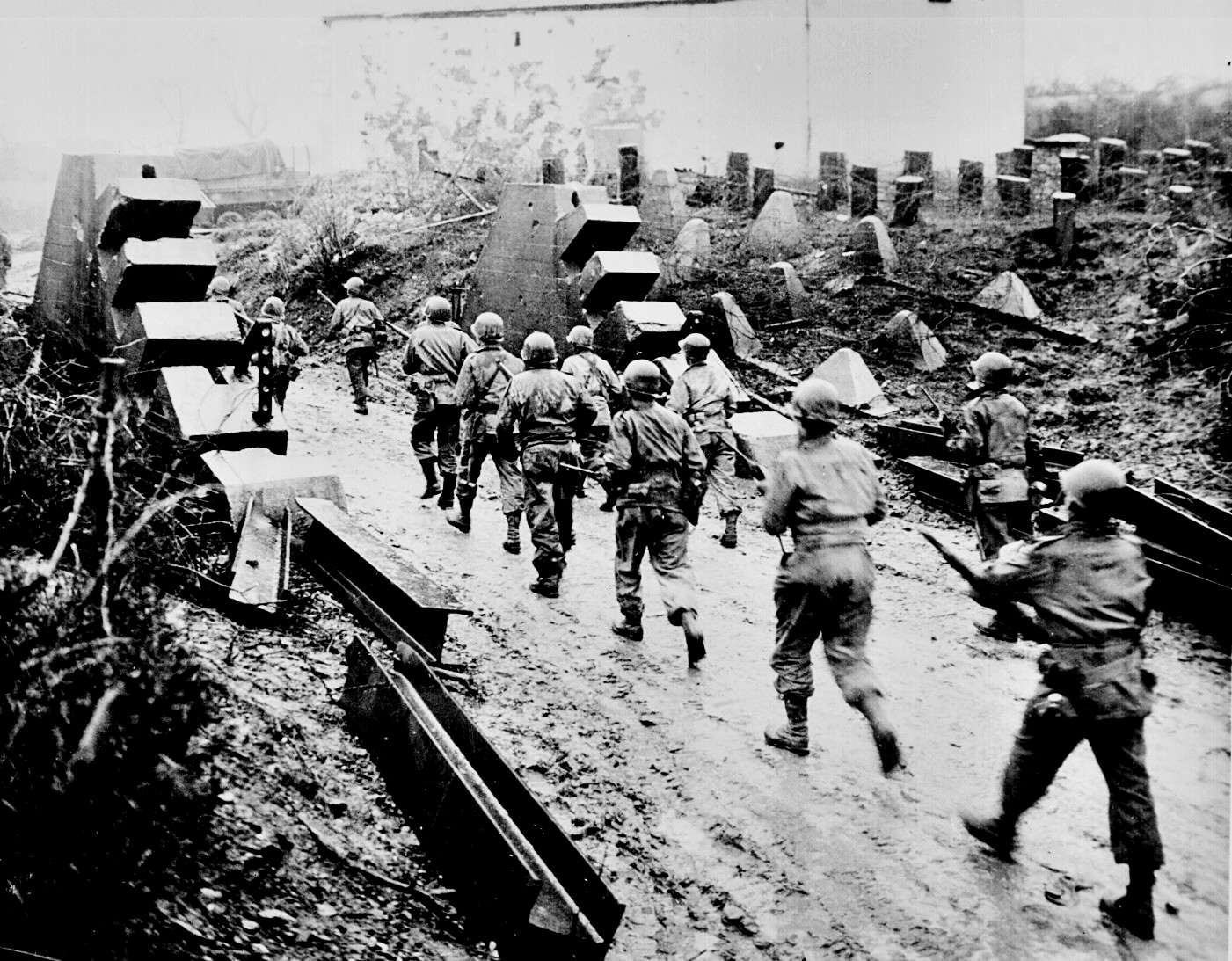
Soldados estadounidenses cruzan la Línea Sigfrido.

En agosto de 1944 los norteamericanos llegaron a la Línea Sigfrido. Inmediatamente se libraron combates a lo largo de toda la línea, especialmente en el Hürtgenwald (Bosque de Hürtgen) en el área de Eifel, 20 km al sureste de Aquisgrán. La batalla del Bosque de Hürtgen se libró en áreas boscosas y se caracterizó por la confusión que reinó en el bando aliado. Se estima que los Aliados perdieron unos 30 000 soldados y los alemanes otros 12 000.
Poco a poco los búnkeres fueron siendo tomados, pero los soldados alemanes no se rendían, ya que temían una orden del Alto Mando alemán que prohibía la rendición bajo pena de muerte. De esta manera se explica que en la primavera de 1945 algunos búnkeres todavía siguieran resistiendo.

## Justificación de la Línea Sigfrido
El objetivo original de la línea era de propaganda, de esta manera, los alemanes veían a la Línea Sigfrido como una afirmación de que la política exterior de la Alemania nazi era defensiva y además se sentían seguros ante una inminente invasión francesa, como clamaban los nazis. Al revertirse el curso de la guerra, Hitler ordenó la mejora del Muro del Oeste como una línea defensiva seria.
Al iniciarse la guerra, los Aliados permanecieron detrás de sus líneas defensivas al mismo tiempo que vigilaban la línea defensiva enemiga, permitiendo a los alemanes ocupar completamente Polonia, y Dinamarca y Noruega. A continuación también derrotaron y ocuparon Francia. Tras el desembarco en Normandía y la liberación de París los Aliados alcanzaron la Línea Sigfrido, pero perdieron mucho tiempo desmantelando la línea, distrayéndose de los preparativos que emprendían los alemanes para una nueva ofensiva, posteriormente llamada la Batalla de las Ardenas. Se puede afirmar entonces que en términos de propaganda, el Muro del Oeste fue un éxito, si bien en términos militares fue tan inútil como la Línea Maginot francesa.
El general estadounidense George Patton comentó acerca de la Línea Sigfrido: Las fortificaciones fijas son monumentos a la estupidez de la humanidad.
Por su parte, el general alemán Erwin Rommel jamás confió en el Muro del Oeste como una posibilidad seria de repeler a los Aliados. Por el contrario, puso todas sus esperanzas en evitar el desembarco aliado en Europa.

## La línea en la posguerra

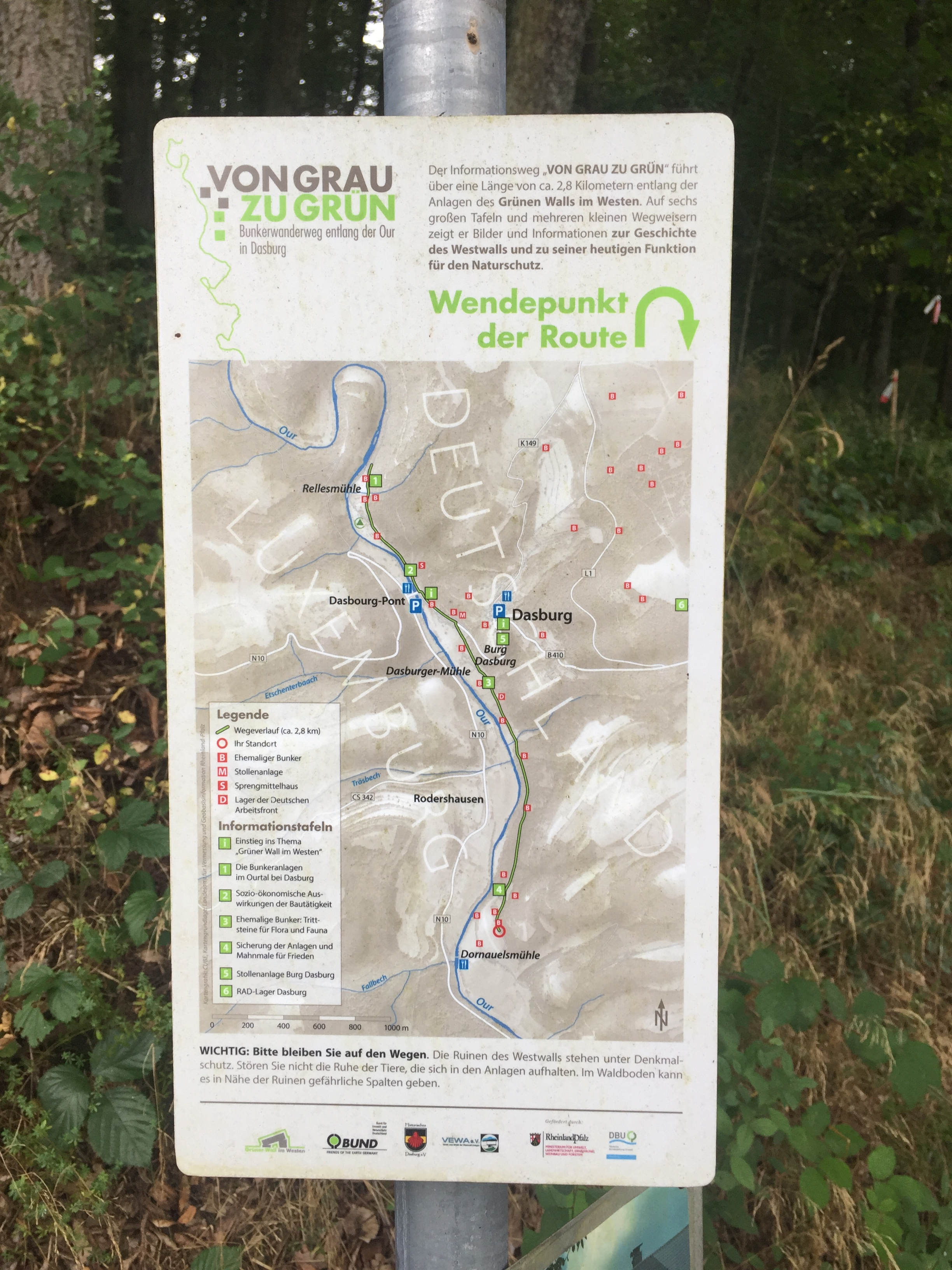
«Von Grau zu Grün» (de gris a verde). Cartel sobre un pequeño itinerario turístico junto a la línea Sigfrido (Westwall). La presencia de los restos de esta infraestructura defensiva es habitual en varios puntos del camino de Matías.

En la posguerra muchas secciones de la línea fueron destruidas mediante explosivos, y numerosas minas fueron retiradas, no sin cobrar vidas de civiles. Actualmente en las zonas de Westfalia y Eifel se pueden apreciar grandes secciones casi intactas, incluyendo 30 búnkeres. La ruta de senderismo denominada camino de Matías atraviesa en varios puntos su estructura.
En los últimos años se ha promovido la visita a las ruinas de la Línea Sigfrido, principalmente para desmitificar la invencibilidad defensiva que claman grupos neonazis.
Por su parte, el Estado alemán ha seguido destruyendo secciones de la línea, a pesar de las oposiciones de grupos de conservación histórica, que aseguran que deben preservarse estas estructuras históricas, de la misma forma que se han preservado los limes romanos.